# Menoceras
Il menocerato (gen. Menoceras) è una specie estinta di mammifero perissodattilo, appartenente ai rinoceronti. Visse nella parte finale dell'Oligocene e nel Miocene inferiore (circa 25 - 18 milioni di anni fa) e i suoi resti fossili sono stati ritrovati in numerose zone del Nordamerica, ma anche in Europa.

## Descrizione
Questo animale era relativamente simile ai rinoceronti attuali, ma se ne differenziava soprattutto per le minori dimensioni e la corporatura più snella. In media non doveva raggiungere il metro al garrese e la lunghezza era inferiore ai due metri. Il peso doveva aggirarsi intorno ai 150 chilogrammi, anche se alcuni esemplari potrebbero aver raggiunto la mezza tonnellata (Mendoza et al., 2006).
Un'altra caratteristica che differenziava Menoceras dagli odierni rinoceronti era la presenza di due piccoli corni appaiati, l'uno di fianco all'altro. Questa caratteristica si riscontra solo negli esemplari maschi, mentre le femmine erano sprovviste di corna.

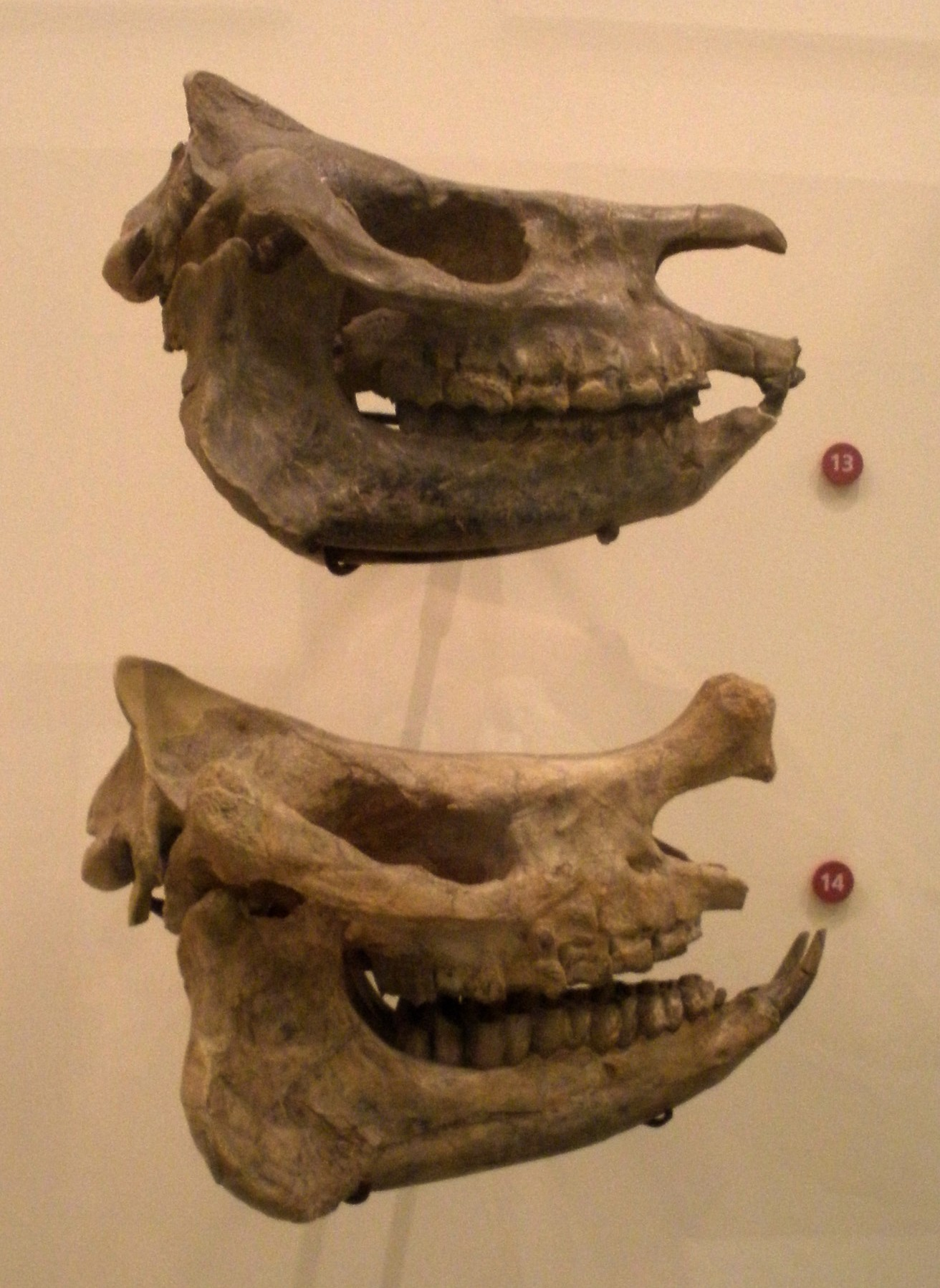
Crani femminile e maschile di Menoceras arikarense

## Classificazione
Menoceras è stato a lungo confuso con un altro genere di piccolo rinoceronte miocenico, Diceratherium (anch'esso dotato di due piccole corna appaiate). Il genere Menoceras venne descritto ufficialmente nel 1921, ma per lungo tempo la tassonomia di queste forme rimase confusa. Solo nuovi studi eseguiti nel corso degli anni '80 e '90 permisero la netta distinzione tra i due generi: entrambi appartenevano a una linea evolutiva di rinoceronti nota come Elasmotheriinae, caratterizzati da una dentatura con molari dalla corona via via più alta (ipsodonti). Diceratherium rappresenterebbe una delle forme più basali, mentre Menoceras potrebbe essere ancestrale alle forme più evolute del Miocene superiore (Hispanotherium, Iranotherium, Sinotherium, Elasmotherium) dalla diffusione eurasiatica. 

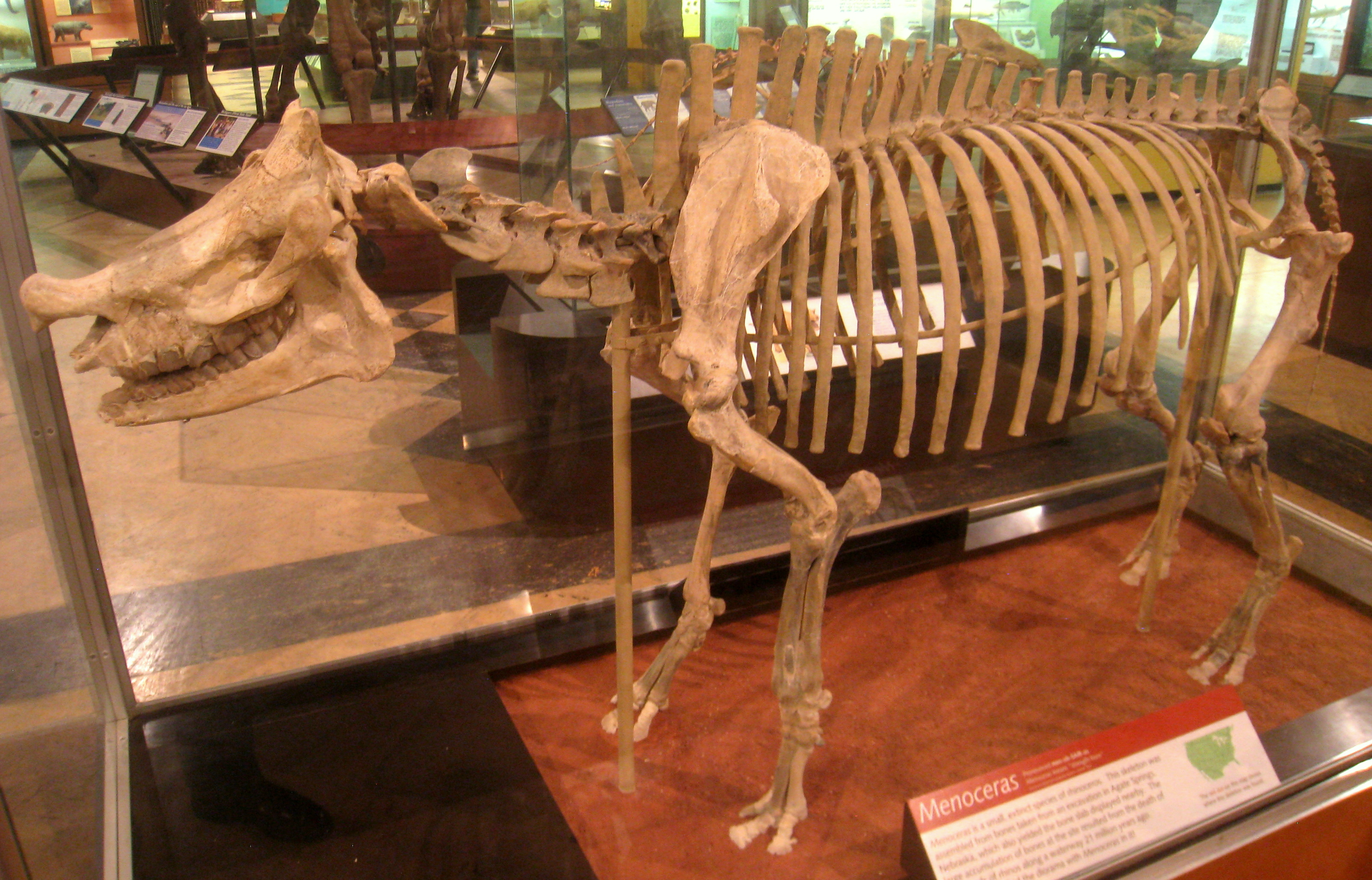
Scheletro di Menoceras

Le specie più note sono Menoceras arikarense, di taglia simile a quella di un maiale, e la successiva M. barbouri (leggermente più grande della precedente), diffuse in un gran numero di siti nordamericani: dal New Jersey al Nebraska, dalla Florida alla California, fino a Panama (McFadden e Higgins, 2003). Si suppone che Menoceras fosse un animale di origine eurasiatica, come sembrerebbe comprovato da resti fossili provenienti dall'Europa e attribuiti a un'altra specie di Menoceras (M. zitteli), rinvenuti in strati dell'Oligocene terminale e quindi anteriori alle forme americane. Menoceras, dopo essersi diffuso in gran parte del Nordamerica, subì la concorrenza dei più specializzati acerateriini e teleoceratini e si estinse all'inizio del Miocene medio. In ogni caso, da forme simili a Menoceras derivarono gli elasmoteriini più evoluti, largamente diffusi in Eurasia e adatti all'ambiente delle steppe.

## Paleoecologia
I fossili di Menoceras sono particolarmente abbondanti nel sito di Agate Springs in Nebraska. A causa del grande accumulo di fossili, si suppone che Menoceras (il cui nome significa "corno crescente") vivesse in branchi composti da numerosi individui nelle pianure erbose. Questi animali si cibavano probabilmente di arbusti e foglie che crescevano lungo le sponde dei fiumi.
Si suppone che questi animali passassero molto tempo in pozze d'acqua per bere e rifugiarsi dal calore. Quando queste pozze si prosciugavano e il cibo veniva a mancare, i branchi venivano a trovarsi nelle pozze disseccate e morivano di denutrizione. Quando poi ritornava l'acqua, il fiume trasportava le carcasse in una pozza e lì si fossilizzavano.